# Броненосные крейсера типа «Амальфи»
Броненосные крейсера типа «Амальфи» (также известны как тип «Пиза») — тип крейсеров итальянского флота начала XX века. Являлись существенно переработанной версией броненосца типа «Реджина Елена». Всего построено 3 единицы: «Амальфи» (итал. Amalfi), «Пиза» (итал. Pisa), «Дженова» (итал. Genova), причём последний был ещё на стапеле выкуплен наследниками греческого миллионера Георгия Аверова для флота Греции, где и служил под названием «Авероф».
Дальнейшим развитием проекта стали крейсера типа «Сан-Джорджио».

## Проектирование и постройка
- «Пиза» — Заложен 20 февраля 1905, спущен 15 сентября 1907, вошёл в строй 1 сентября 1909 года.
- «Амальфи» — Заложен 24 июля 1905, спущен 5 мая 1908, вошёл в строй 1 сентября 1909 года.[1]